# Totua
Totua là một chi nhện trong họ Linyphiidae.